# Archileucogeorgia satunini
Archileucogeorgia satunini är en mångfotingart som beskrevs av Hans Lohmander 1936. Archileucogeorgia satunini ingår i släktet Archileucogeorgia och familjen kejsardubbelfotingar. Inga underarter finns listade i Catalogue of Life.